# 聖約瑟夫鎮區 (印地安納州艾倫縣)
聖約瑟夫鎮區（英語：St. Joseph Township）是位於美國印地安納州艾倫縣的一個行政鎮區。

## 地方資料
根據2010年美國人口普查的數據，聖約瑟夫鎮區的面積為92.01平方千米，當中陸地面積為91.91平方千米，而水域面積為0.10平方千米。當地共有人口72245人，而人口密度為每平方千米785.19人。